# Point de ramollissement Vicat
 (janvier 2023).
 (janvier 2023).
Pour les articles homonymes, voir Vicat.

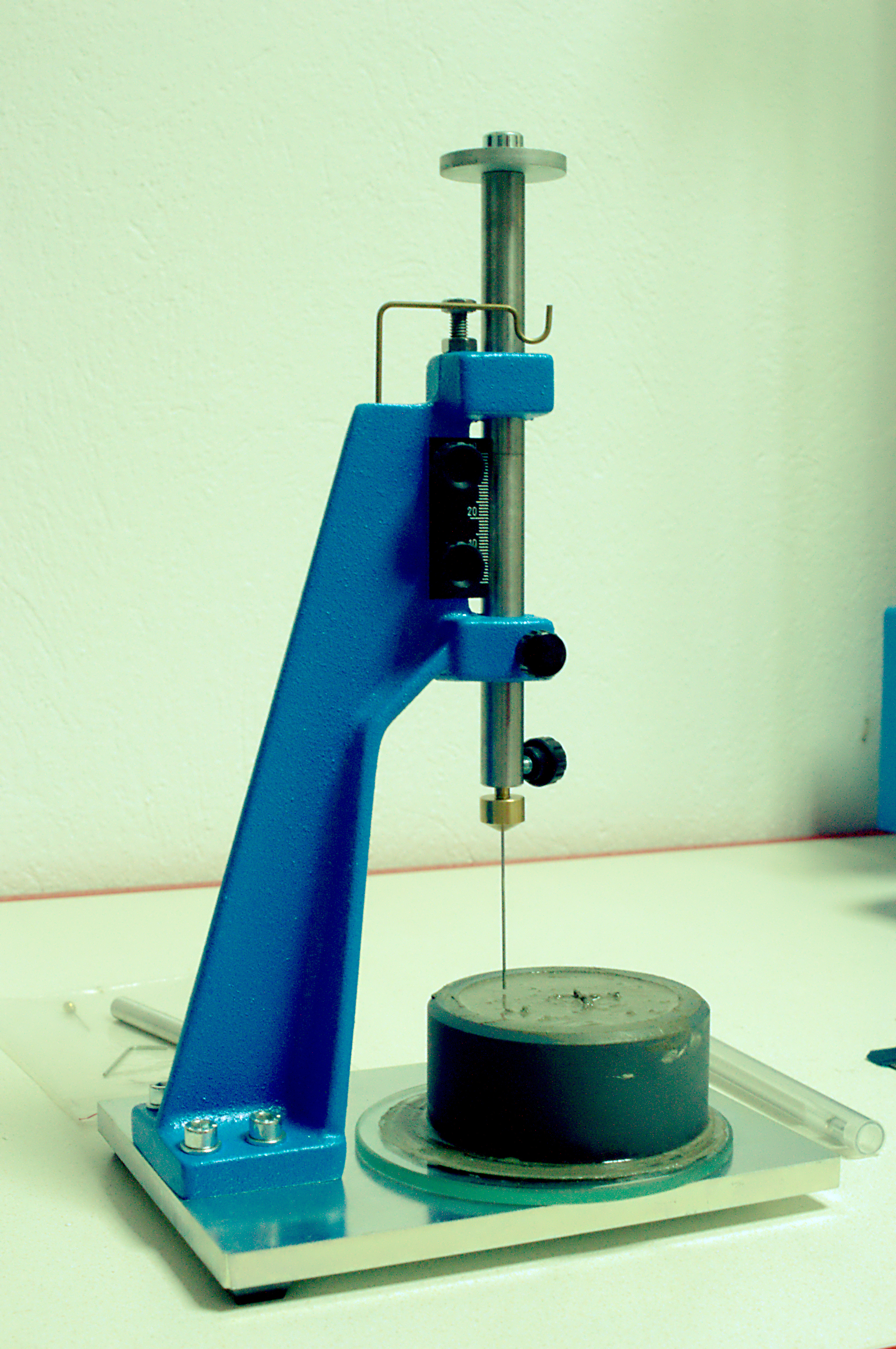
Appareil de Vicat utilisé par exemple pour la mesure du temps nécessaire à la solidification de la pâte de ciment.

Le point de ramollissement Vicat ou la température de ramollissement Vicat ou la dureté Vicat indique, par la mesure d'un enfoncement de 1 mm d'une aiguille donnée, la température à laquelle la résistance mécanique d'une matière thermoplastique devient insuffisante. Le point Vicat est lié à la résistance à la chaleur du matériau. Le dispositif, dit « appareil de Vicat », a été développé par l’un des pionniers du ciment artificiel au XIXe siècle, Louis Vicat.

## L'expérience de Vicat
Selon Vicat une chaux a fait prise quand elle porte sans dépression une aiguille à tricoter de 1,2 mm de diamètre limée carrément à son extrémité et chargée d'un poids de 0,30 kg. En cet état la chaux résiste au doigt poussé avec la force moyenne du bras elle ne peut plus changer de forme sans se briser.

## Application aux plâtres et ciments
La méthode sert aussi à déterminer le temps de prise d’un matériau finement moulu tel le plâtre et le ciment. Le temps de prise des ciments est déterminé par l’observation de la pénétration d’une aiguille dans une pâte de ciment de consistance normalisée (pâte « normale ») et ceci jusqu’à une profondeur spécifiée (NF EN 196-3). L'appareil de Vicat permet d’estimer le temps qui sépare la mise en contact du ciment et de l’eau, le début de la prise (enfoncement de l’aiguille Vicat jusqu’à 4 mm du fond) et la fin de prise (enfoncement quasi nul).

## Essais normalisés
Plusieurs normes peuvent être utilisées pour déterminer la température de ramollissement Vicat. Pour les thermoplastiques en général, il est possible d'utiliser la norme internationale ISO 306. Pour les tubes et raccords thermoplastiques, il est possible d'utiliser la norme européenne EN 727 ou la série des normes internationales EN ISO 2507,,